# Rhyscotoides parallelus
Rhyscotoides parallelus är en kräftdjursart som först beskrevs av Gustav Budde-Lund 1893.  Rhyscotoides parallelus ingår i släktet Rhyscotoides och familjen Rhyscotidae. Inga underarter finns listade i Catalogue of Life.